# 福西英三
福西 英三（ふくにし えいぞう、1930年 - ）は、日本の洋酒研究家、バー経営者。カクテルに関する著作を多数上梓している。

## 経歴・人物
1930年、北海道旭川市に生まれる。実家は会津から北海道に入植した商家であり、大伯父は会津の造り酒屋小檜山家の養子となって、清酒「国士無双」で知られる高砂酒造を経営した。
旧制高校を卒業し、上京して早稲田大学第二文学部英語英文専修に進学するが、6人兄弟の長男のため仕送りは望めずアルバイトに励んだ（大学は後に中退）。そのアルバイト先が浅草のキャバレーであり、そこでバーテンダーの技術を教わった。その後は浅草、北千住、八重洲口のトリスバーを転々とした。八重洲口のトリスバーの常連客に当時朝日新聞俳壇の選者だった石田波郷がいて親しくなり、自らも俳句を始めるようになった。1962年、浅草に自らのバー「鶴」をオープン。この店名も波郷の主宰する俳誌「鶴」から借りたものである。俳人と落語家をはじめ文化人が多く集まるバーで、柳家小さんとも親交を深めた。
全日本バーテンダー協会で編集局長を務め、その後サントリーフードビジネススクール専任講師となったことをきっかけに「鶴」を閉店する。サントリーフードビジネススクールで24年間教鞭をとり、校長職を務め、1993年に退職。

## 著作
- カクテルノートムード版 （1970年、芸術生活社）
- 図解カクテル （1971年、池田書店、NCID BB00247026）
- ウイスキー百科 （1976年、柴田書店、NCID BN10370883）
- 文学の中の酒 （1977年、大陸書房、NCID BN14015497）
- カクテル入門 （1982年、保育社、ISBN 458650563X）
- トロピカルカクテル （1982年、ひかりのくに、ISBN 4564420003）
- ウイスキー入門 （1992年、保育社、ISBN 4586508345）
- 福西英三の超カクテル講座 （1994年、雄鶏社、ISBN 4277812392）
- カクテルズ （1994年、ナツメ社、ISBN 4816317449）
- カクテル教室 （1996年、保育社、ISBN 4586508876）
- リキュールブック （1997年、柴田書店、ISBN 4388058033）
- カクテルへの招待 （1997年、PHP研究所、ISBN 4569556566）
- リキュールの世界 （2000年、河出書房新社、ISBN 978-4-309-26398-4）
- 洋酒うんちく百科 （2004年、河出書房新社、ISBN 978-4-309-26803-3）
- 読むカクテル百科 （2008年、河出書房新社、ISBN 978-4-309-27014-2）

### 翻訳
- 世界のウイスキー世界の著名ブレンド・ウイスキー・テイストガイド （1989年、マイケル・ジャクソン著、山本博共訳、鎌倉書房、ISBN 4308004772）
- イタリア・ワイン （1993年、バートン・アンダーソン（英語版）著、鎌倉書房、ISBN 4308005450）
- ブルゴーニュ・ワイン （1998年、セレナ・サトクリフ（英語版）著、山本博監訳、大野尚江共訳、 西岡信子共訳、早川書房、ISBN 4152081945）

### 共著
- カクテル小事典ハイボールからネグローニまで （1967年、今井清共著、池田書店）
- 洋酒を使ったケーキ （1985年、森山サチ子共著、ひかりのくに、ISBN 4564410423）
- バーテンダーズマニュアル （1987年、柴田書店、ISBN 4388054615）
- One cup ofワインもっとおいしいワインの飲み方 （1999年、Cuel共著、雄鷄社、ISBN 4277661408）
- ワインと洋酒を深く識る酒のコトバ171 （2006年、堀賢一共著、土屋守共著、講談社、ISBN 4062724111）

### 監修
- バー・ブック （2002年、チャールズ・シューマン（ドイツ語版）著、松本みどり訳、河出書房新社、ISBN 430926512X）
- 新版ワインの事典 （2010年、柴田書店、ISBN 978-4-388-35333-0）
- 新バーテンダーズマニュアル （2011年、柴田書店、ISBN 978-4-388-06129-7）
- シューマンズバーブック （2018年、チャールズ・シューマン著、松本みどり訳、河出書房新社、ISBN 9784309279213）